# Escut de Manuel
L'escut de Manuel és un símbol representatiu utilitzat per l'ajuntament de Manuel, municipi del País Valencià, a la comarca de la Ribera Alta. Té el següent blasonament:
| « | Escut quarterat en creu. Al primer quarter, de gules, una creu d'or. Al segon, d'or, quatre pals de gules. Al tercer, d'argent, tres faixes de sable. Al quart, d'atzur, una estrella d'argent de vuit puntes acompanyada al peu de tres estrelles d'argent de sis puntes posades en faixa. Per timbre, una corona de baró. | » |

## Història

Escut de Manuel de 1962, encara oficial.

L'escut va ser aprovat pel Ple de l'Ajuntament en 1968. L'alcalde i cronista local Ricardo Ferrandis Martínez va presentar una moció, segons la qual, es modificava l'escut oficial per un altre de quarterat que reflectia millor la història del poble. Aquest escut però, no ha estat mai oficialitzat. No obstant això, és el que fa servir la corporació municipal des d'aleshores.
La creu fa referència al nom bíblic d'Emmanuel, que en hebreu significa «Déu és amb nosaltres». Els quatre pals al·ludeixen a la pertinença al Regne de València. També inclou les armes dels Tallada al tercer quarter. Finalment, l'últim quarter simbolitza la creació del municipi actual el 1836 mitjançant la unió dels pobles de Manuel, Faldeta, la Torreta i l'Abat.
L'escut anterior, aprovat mitjançant el Decret 1.206/1962, de 3 de maig, publicat al BOE núm. 131, d'1 de juny de 1962, i que encara és l'oficial, té el següent blasonament: 
| « | D'argent, tres faixes de sable, vell blasó dels Tallada. Al timbre, corona de senyor. | » |

Es tracta de l'escut d'armes dels Tallada, antics senyors del poble i barons de Manuel el 1517.